# 공화국을 향하여
《공화국을 향하여》 또는 《주향공화》(중국어: 走向共和, 병음: Zǒu Xiàng Gòng Hé)는 2003년 4월부터 5월까지 중화인민공화국 CCTV에서 처음 방영된 TV 역사 드라마 시리즈이다. 이 시리즈는 19세기 말과 20세기 초 중국에서 발생한 사건을 바탕으로 청 왕조의 붕괴와 중화민국의 건국을 다루었다. 공화국을 향하여는 정치적으로 민감한 역사적 문제를 묘사한 것으로 인해 중국 본토에서 검열을 받았다. 총 60부작으로 구성되었으나 중화인민공화국에서는 59부까지만 방영되었으며, 중화민국에서 68부작으로 편집되어 방영되었다.

## 이야기 구성
《공화국을 향하여》는 19세기 후기부터 20세기 초기까지 청나라 말기와 중화민국 시기 사이의 청일 전쟁, 무술변볍, 의화단 운동과 신해혁명 등 주요한 정치적 사건들을 다룬다. 드라마는 이들 역사적인 사건을 설명하고, 이홍장, 광서제, 위안스카이와 쑨원과 같은 주요 정치인의 사생활을 묘사한다. 이들은 악화되고 있는 청 왕조가 처한 상황을 해결하기 위해 서로 다른 해답을 제시하는 군주제, 개혁가, 혁명가이지만, 모두 중국을 주권적이고 국제적이며 독립된 강국으로 복원한다는 공통의 목표를 향하는 것으로 묘사된다.

## 출연진

### 주연
- 뤼중 - 자희태후 역
- 왕빙 - 이홍장 역
- 쑨춘 - 위안스카이 역
- 마사오화 - 쑨원 역

## 같이 보기
- 신해혁명 (영화)